# 元朔
元朔（げんさく）は、中国、前漢代の元号（紀元前128年 - 紀元前123年）。
武帝の第3元。元々は、単に元年・2年・3年とだけされていたが、後に各年代に名称を付けることが建議され、さかのぼって、この年代は「元朔」と名付けられた。

## 出来事
- 元年
  - 衛青の第二次匈奴遠征。
  - 東夷薉（濊）君南閭等28万人が投降、蒼海郡を設置。
- 2年：衛青の第三次匈奴遠征。
- 3年
  - 張騫（ちょうけん）が西域より13年ぶりに帰還。
  - 蒼海郡を廃止。
- 5年：衛青の第四次匈奴遠征。
- 6年2月：衛青の第五次・第六次匈奴遠征。霍去病がともに参加する。

## 西暦との対照表
| 元朔 | 元年    | 2年     | 3年     | 4年     | 5年     | 6年     |
| 西暦 | 前128年 | 前127年 | 前126年 | 前125年 | 前124年 | 前123年 |
| 干支 | 癸丑    | 甲寅    | 乙卯    | 丙辰    | 丁巳    | 戊午    |

| 前の元号 元光 | 中国の元号 前漢 | 次の元号 元狩 |